# كائن حي
الكائن الحي (ملاحظة 1) هو كيان حي مكون من أعضاء تتأثر ببعضها البعض بحيث تعمل بشكل عام ككل واحد مشكلة كائنا حياً. الكائن الحي يشكل حالة غير متوازنة ترموديناميكيا، لأن الحالة الطبيعية هي التشتت ومحاولة الوصول إلى العشوائية وفقد الطاقة، أما الكائنات الحية فهي تبني نفسها وتشكل أنظمة غير عشوائية لها بيئة داخلية متوازنة، وللحفاظ على هذا التوازن فهي تقوم بعملية تجميع للطاقة.
أصل الحياة والعلاقات بين الأصول الرئيسية من الكائنات الحية موضع نقاش وجدل بين المختصين. يمكننا التمييز بشكل عام بين نوعين من الكائنات الحية: بدائيات النواة وحقيقيات النواة. تعدّ بدائيات النواة فئة تمثل مملكتين منفصلتين، يدعيان الجراثيم والجراثيم القديمة، وهما مملكتان لا تشتركان برابط أكثر مما يشتركان مع حقيقيات النوى. الفجوة بين حقيقيات النوى وبدائيات النوى يعدّ نقطة أساسية مفقودة في التاريخ التطوري للأحياء. في نفس الوقت يعدّ اثنين من عضيات حقيقيات النوى وهما الميتوكوندريا والصانعات اليخضورية (الخضراء) من نتائج تطور جراثيم متعايشة. يستخدم عادة مصطلح متعددة معقدة لوصف أي متعضية مؤلفة من أكثر من خلية واحدة.

## معايير الكائن الحي، موجودة أم مطلوبة
تُقترح العديد من المعايير لتحديد الكائن الحي، منها:
- التكاثر الذاتي، نمو الخلايا، والأيض.
- عدم القابلية للتقسيم: لا يمكن تقسيم البنية دون فقدان الوظيفة. وصف ريتشارد دوكينز هذا المعيار بأنه "جودة الكائن الذي يتمتع بتباين كافٍ في الشكل بحيث يصبح غير وظيفي إذا قُطع إلى نصفين". ومع ذلك، يمكن تقسيم العديد من الكائنات إلى قطع تنمو بعد ذلك لتصبح كائنات حية كاملة.
- الفردية: الكيان يمتلك في آن واحد تفردًا جينيًا، وتجانسًا جينيًا، واستقلالية.
- الاستجابة المناعية: القدرة على الفصل بين الذات والغريب.
- "مضاد الانتروبيا": القدرة على الحفاظ على النظام، وهو مفهوم اقترحه إرفين شرودنجر لأول مرة؛ أو بصيغة أخرى، أن نظرية المعلومات لكلود شانون يمكن أن تُستخدم لتحديد الكائنات الحية كقادرة على الحفاظ الذاتي على محتواها المعلوماتي.[1]

يعتقد علماء آخرون أن مفهوم الكائن الحي غير كافٍ في علم الأحياء؛ وأن مفهوم الفردية يواجه إشكالية؛ ومن وجهة نظر فلسفية، يتساءلون عما إذا كان هذا التعريف ضروريًا.
تشمل الحالات الإشكالية الكائنات المستعمرية، على سبيل المثال، مستعمرة الحشرات الاجتماعية تحقق معايير مثل التنظيم التكيفي وتخصص الخلايا الجرثومية والجسدية. إذا كان الأمر كذلك، فإن الحجة نفسها، أو معيار التعاون العالي والصراع المنخفض، سيجعل بعض الشراكات التكافلية) (مثل الأشنات) والجنسية (مثل سمك أبو الشص) تُعد كائنات حية. إذا حدث الانتقاء الجماعي، فيمكن اعتبار المجموعة "كائنًا حيًا فائقًا"، مُحسَّنًا بالتكيف الجماعي.
وجهة نظر أخرى هي أنه ينبغي فحص سمات مثل الاستقلالية، والتجانس الجيني، والتفرد الجيني بشكل منفصل، بدلًا من اشتراط أن يمتلك الكائن الحي كل هذه السمات. وفقًا لهذه الرؤية، هناك أبعاد متعددة للفردية البيولوجية، ما يؤدي إلى عدة أنواع من الكائنات الحية.

## الكائنات الحية على مستويات مختلفة من التنظيم البيولوجي

يتكون الأشن بشكل أساسي من جسم يتشكل بواسطة الفطريات، وتتخلله طحالب وحيدة الخلية أو بكتيريا زرقاء (خضراء) ضمن التركيب، وميكروبيوم بكتيري. تعتمد الأنواع على بعضها البعض بشكل متبادل، مثل الخلايا داخل كائن حي متعدد الخلايا.

تؤدي المستويات المختلفة من التنظيم البيولوجي إلى مفاهيم محتملة متباينة لطبيعة الكائنات الحية. الكائن الحي وحيد الخلية هو كائن دقيق مثل الطلائعيات، أو البكتيريا، أو العتائق، ويتألف من خلية واحدة، والتي قد تحوي تراكيب وظيفية تسمى عضيات. الكائن الحي متعدد الخلايا، مثل الحيوان، أو النبات، أو الفطر، أو الطحالب، يتكون من خلايا عديدة، وغالبًا ما تكون متخصصة. الكائن الحي المستعمر، مثل السحاريات، هو كائن يعمل كفرد ولكنه يتألف من أفراد متواصلين. الكائن الحي الفائق هو مستعمرة، مثل النمل، تتكون من العديد من الأفراد الذين يعملون معًا كوحدة وظيفية أو اجتماعية واحدة. التقايض هو شراكة بين نوعين أو أكثر، حيث يوفر كل منهما بعض احتياجات الآخر. يتكون الأشن من فطريات وطحالب أو بكتيريا زرقاء، مع ميكروبيوم بكتيري؛ معًا، يتمكنان من الازدهار كنوع من الكائنات الحية، حيث يكون للمكونات وظائف مختلفة، في بيئات مثل الصخور الجافة حيث لا يمكن لأي منهما النمو بمفرده. يذكر عالما البيولوجيا التطورية ديفيد كويلر وجوان ستراسمان أن "كائنية" الكائن الحي قد تطورت اجتماعيًا، مع تعاون مجموعات من الوحدات الأبسط (من الخلايا فصاعدًا) دون نزاعات. ويقترحان استخدام التعاون كـ "سمة تعريفية" للكائن الحي.
| رؤية كويلر وستراسمان للكائنات الحية كوحدات متعاونة على مستويات مختلفة من التنظيم البيولوجي |                               |                                                  |                       | |
| المستوى                                                                                    | مثال                          | التركيب                                          | الأيض، النمو، التكاثر | التعاون |
| فايروس                                                                                     | فيروس تبرقش التبغ             | الحمض النووي والبروتين                           | لا                    | لا يوجد أيض، لذا لا يعتبر كائنًا حيًا، وليس كائنًا عضويًا، كما يقول العديد من علماء الأحياء؛ لكنه يتطور، وتتعاون جيناته للتلاعب بالمضيف |
| كائن حي وحيد الخلية                                                                        | براميسيوم                     | خلية واحدة، مع عضيات مثل الأهداب لوظائف محددة    | نعم                   | إشارات بين الخلايا (بين الكائنات الحية)                                                                                             |
| طلائعي متجمع                                                                               | ديكتيوستيليوم (فطر غروي خلوي) | أميبات وحيدة الخلية                              | نعم                   | أميبات وحيدة الخلية حرة المعيشة لمعظم حياتها؛ تتجمع وتتكتل لتكوين كتلة متعددة الخلايا، وتتخصص الخلايا لتكوين ساق ميت وجسم ثمري      |
| كائن متعدد الخلايا                                                                         | فطريات مكونة للفطر            | خلايا، مجمعة في أعضاء لوظائف محددة (مثل التكاثر) | نعم                   | تخصص الخلايا، التواصل |
| الشراكة الجنسية الدائمة                                                                    | أبو الشص                      | ذكر وأنثى مرتبطان معًا بشكل دائم                  | نعم                   | الذكر يوفر الأمشاج الذكرية؛ الأنثى توفر جميع الوظائف الأخرى                                                                         |
| التقايض                                                                                    | الأشنة                        | كائنات حية من أنواع مختلفة                       | نعم                   | الفطر يوفر التركيب ويمتص الماء والمعادن؛ الطحالب تقوم بعملية التمثيل الضوئي                                                         |
| مستعمرة متصلة                                                                              | السحاريات                     | حيوانات مجوفة متصلة ببعضها البعض                 | نعم                   | تخصص الكائنات الحية؛ إشارات بين الكائنات الحية                                                                                      |
| كائن حي فائق                                                                               | مستعمرة النمل                 | الأفراد الذين يعيشون معًا                         | نعم                   | تخصص الكائنات الحية (العديد من النمل لا يتكاثر)؛ إشارات بين الكائنات الحية                                                          |

يقبل صامويل دياز-مونيوز وزملاؤه (2016) وجهة نظر كويلر وستراسمان بأن "الكائنية" يمكن قياسها بالكامل من خلال درجات التعاون والصراع. ويذكرون أن هذا يضع الكائنات الحية في سياق زمني تطوري، مما يجعل "الكائنية" معتمدة على السياق. ويشيرون إلى أن أشكال الحياة عالية التكامل، والتي لا تعتمد على السياق، قد تتطور عبر مراحل معتمدة على السياق نحو توحيد كامل.

## حالات الحدود

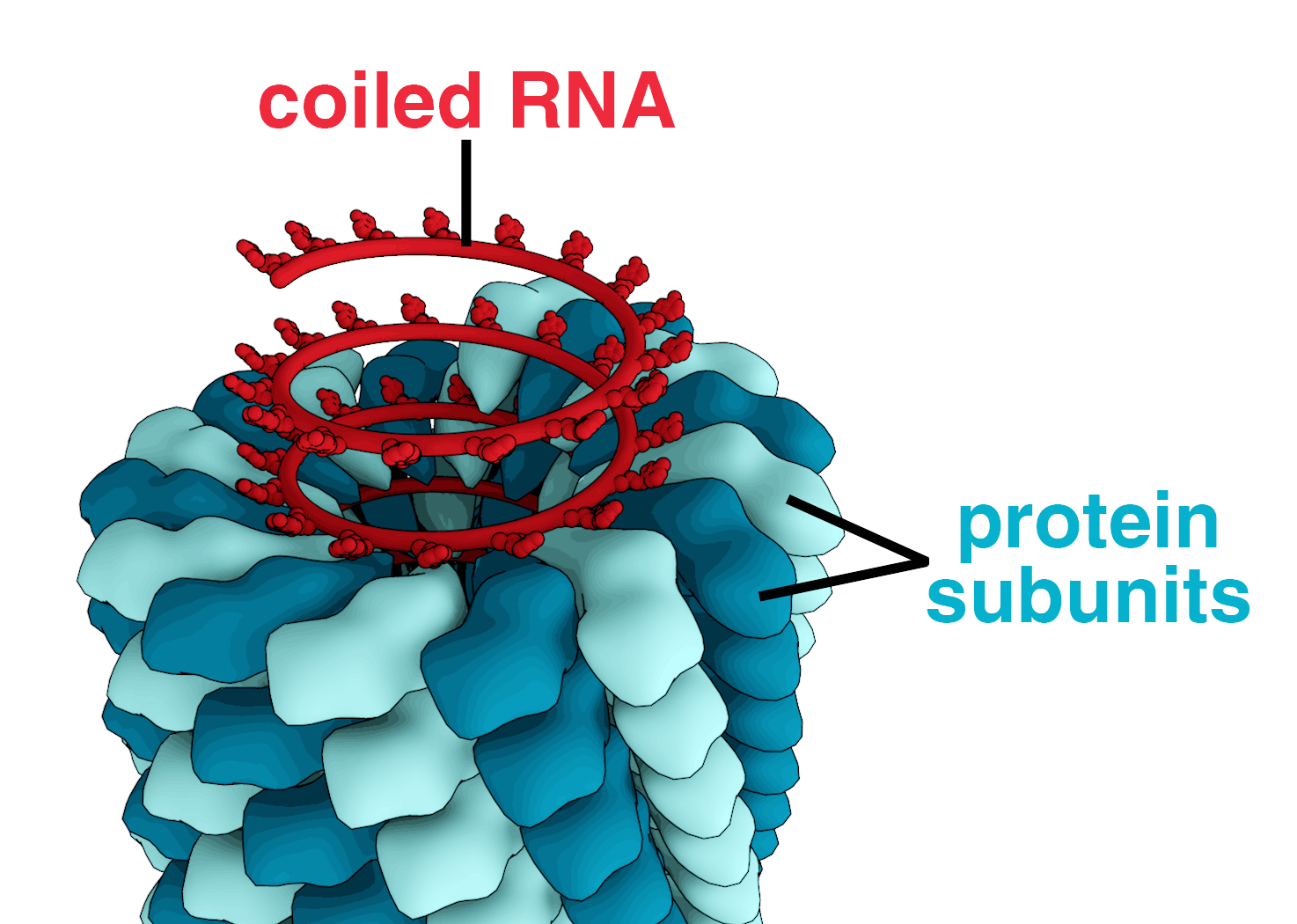
الفيروس، مثل فيروس تبرقش التبغ، ليس خلية؛ إنه يحتوي فقط على مادته الوراثية وغلاف بروتيني.

### الفيروس
لا تُعتبر الفيروسات عادةً كائنات حية، لأنها غير قادرة على التكاثر الذاتي، أو النمو، أو الأيض، أو الاستتباب. على الرغم من أن الفيروسات تمتلك بضعة إنزيمات وجزيئات تشبه تلك الموجودة في الكائنات الحية، إلا أنها لا تمتلك أيضًا خاصًا بها؛ لا يمكنها تصنيع المركبات العضوية التي تتكون منها. وبهذا المعنى، فهي تشبه المادة غير الحية. تمتلك الفيروسات جيناتها الخاصة بها، وهي تتطور. وبالتالي، فإن الحجة التي تدعو إلى تصنيف الفيروسات ككائنات حية هي قدرتها على الخضوع للتطور والتكاثر من خلال التجمع الذاتي. ومع ذلك، يجادل بعض العلماء بأن الفيروسات لا تتطور ولا تتكاثر ذاتيًا. بدلاً من ذلك، تتطور الفيروسات بواسطة خلايا مضيفها، مما يعني وجود تطور مشترك بين الفيروسات والخلايا المضيفة. إذا لم تكن الخلايا المضيفة موجودة، لكان تطور الفيروسات مستحيلاً. أما بالنسبة للتكاثر، فتعتمد الفيروسات على آليات المضيف للتكاثر. أدى اكتشاف الفيروسات التي تحتوي على جينات ترميز لعملية الأيض وإنتاج البروتين إلى تأجيج الجدل حول ما إذا كانت الفيروسات كائنات حية، ولكن الجينات لها أصل خلوي. على الأرجح، اكتسبت هذه الجينات من خلال النقل الجيني الأفقي من مضيفات الفيروسات.
| مقارنة بين الكائنات الخلوية والفيروسات | مقارنة بين الكائنات الخلوية والفيروسات | مقارنة بين الكائنات الخلوية والفيروسات |
| القدرة                                 | الكائن الخلوي                          | فيروس                                  |
| -------------------------------------- | -------------------------------------- | -------------------------------------- |
| الاسْتِقْلاب                              | نعم                                    | لا، الاعتماد كليًا على الخلية المضيفة   |
| نمو                                    | نعم                                    | لا، فقط التجميع الذاتي                 |
| التكاثر                                | نعم                                    | لا، الاعتماد كليًا على الخلية المضيفة   |
| تخزين المعلومات الوراثية               | الحمض النووي                           | الحمض النووي أو الحمض النووي الريبوزي  |
| القدرة على التطور                      | نعم: طفرة، إعادة تركيب، انتخاب طبيعي   | نعم: معدل طفرة مرتفع، الانتقاء الطبيعي |

### الظهور التطوري للكائنات الحية
عالم الحمض النووي الريبوزي هو مرحلة افتراضية في التاريخ التطوري للحياة على الأرض، حيث تتكاثر جزيئات الحمض النووي الريبوزي ذاتية التكاثر قبل تطور الحمض النووي والبروتينات. وفقًا لهذه الفرضية، ظهرت "الكائنات الحية" عندما بدأت سلاسل الحمض النووي الريبوزي في التكاثر الذاتي، مما أطلق الآليات الثلاث للانتقاء الدارويني: الوروثية، واختلاف الأنواع، والناتج التكاثري التفاضلي. يُفترض أن لياقة مُضاعِف الحمض النووي الريبوزي (معدل زيادته لكل فرد) كانت وظيفة لقدراته التكيفية الجوهرية، والتي تحددها تسلسله النيوكليوتيدي، وتوافر الموارد الخارجية. ربما كانت القدرات التكيفية الأساسية الثلاث لهذه "الكائنات الحية" المبكرة هي: (1) التكاثر بدقة معتدلة، مما يؤدي إلى الوراثة مع السماح بتنوع الأنواع، (2) مقاومة التحلل، و (3) اكتساب ومعالجة الموارد. كان من الممكن أن تعمل قدرات هذه "الكائنات الحية" بواسطة التكوينات المطوية لمُضاعِفات الحمض النووي الريبوزي الناتجة عن تسلسلاتها النيوكليوتيدية.

### مستعمرات تشبه الكائنات الحية

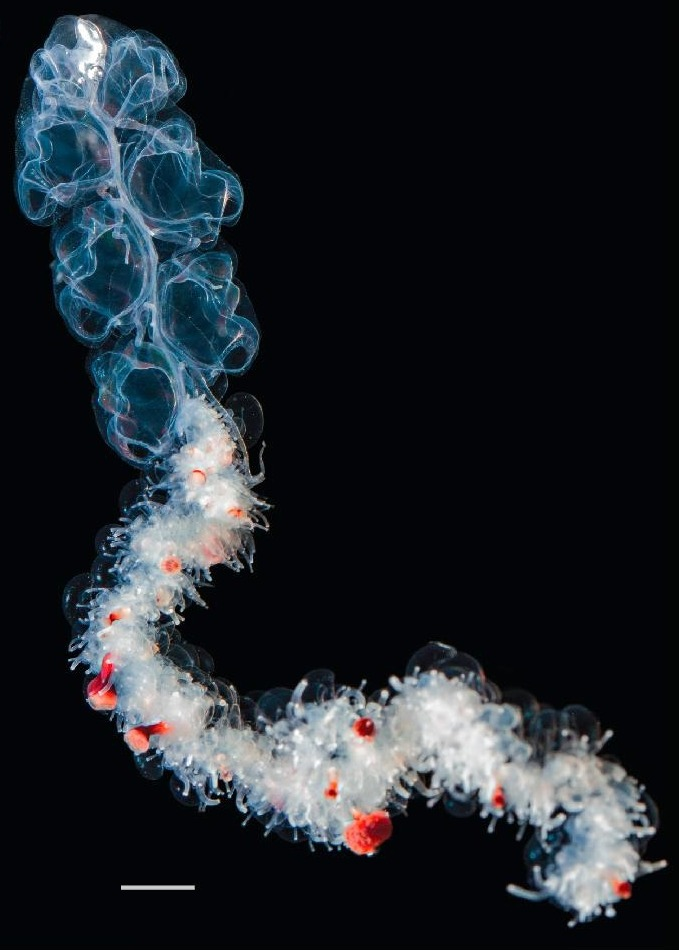
أبوليميا، سحاريات استعماري يعمل كفرد واحد.

تشكل بعض المستعمرات حدودًا غامضة بين كونها مستعمرات واضحة أو كائنات حية محددة. يدرس الفيلسوف "جاك إيه. ويلسون" بعض الحالات الحدية لإظهار أن مفهوم الكائن الحي ليس محددًا بشكل قاطع. وفي رأيه، تقع كل من الإسفنجيات، والأشنيات، والسحاريات، والعفن الغروي، والمستعمرات الاجتماعية العليا مثل مستعمرات النمل أو فأر الخلد العاري، في المنطقة الحدودية بين كونها مستعمرات واضحة أو كائنات حية واضحة (أو كائنات فائقة).
| يحلل جاك إيه. ويلسون الطبيعة الشبيهة بالكائن الحي للسحاريات وقنديل البحر، ويوضح التشابه بينهما في الوظائف على الرغم من الاختلاف في التركيب. | يحلل جاك إيه. ويلسون الطبيعة الشبيهة بالكائن الحي للسحاريات وقنديل البحر، ويوضح التشابه بينهما في الوظائف على الرغم من الاختلاف في التركيب. | يحلل جاك إيه. ويلسون الطبيعة الشبيهة بالكائن الحي للسحاريات وقنديل البحر، ويوضح التشابه بينهما في الوظائف على الرغم من الاختلاف في التركيب. |
| الوظيفة | السحاريات المستعمر | قنديل البحر |
| --- | --- | --- |
| الطفو | قمة المستعمرة مملوءة بالغاز | هلام |
| الدفع | تتناسق الناقلات العومية لضخ الماء | ينبض الجسم لضخ الماء |
| التغذية | تبتلع اللوامس والأعضاء الهضمية الفريسة، وتغذي الأعضاء الحيوانية الأخرى                                                                      | تحبس اللوامس الفريسة، وتمررها إلى الفم |
| التركيب الوظيفي | فرد وظيفي واحد | فرد وظيفي واحد |
| التكوين | العديد من الأعضاء الحيوانية، التي يُحتمل أنها أفراد                                                                                          | العديد من الخلايا |

### الكائنات الحية الاصطناعية

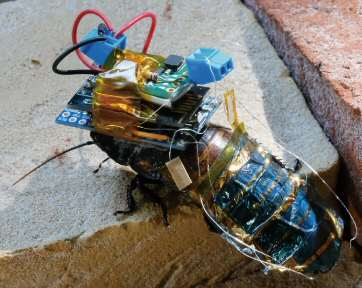
حشرة سايبورغ

يُجري العلماء ومهندسو الأحياء تجارب على أنواع مختلفة من الكائنات الحية الاصطناعية، بدءًا من الكائنات الخيميرية المكونة من خلايا من نوعين أو أكثر، والسايبورغ التي تتضمن أطرافًا كهرو-ميكانيكية، والهيبروتس (الروبوت الهجين) التي تحتوي على عناصر إلكترونية وبيولوجية، وغيرها من تركيبات الأنظمة التي تطورت وصُممت بطرق مختلفة.
يتخذ الكائن الحي المتطور شكله من خلال آليات علم الأحياء التنموي التطوري التي لم تُفهم بشكل كامل، حيث يوجه الجينوم سلسلة معقدة من التفاعلات لإنتاج هياكل أكثر تعقيدًا بشكل متتالٍ. ويُظهر وجود الكائنات الخيميرية والهجينة أن هذه الآليات قوية و"ذكية" في مواجهة الظروف المتغيرة جذريًا على جميع المستويات من الجزيئي إلى العضوي.
تأخذ الكائنات الحية الاصطناعية بالفعل أشكالًا متنوعة، وسيزداد تنوعها في المستقبل. ما تشترك فيه جميعًا هو سلوك تيلونومي (بَقَاءُ النَّافِع) أو سلوك يسعى إلى تحقيق هدف معين، مما يمكّنها من تصحيح الأخطاء من مختلف الأنواع لتحقيق النتيجة المصممة من أجلها. ويُذكر هذا السلوك بالفعل الذكي للكائنات الحية؛ حيث يُنظر إلى الذكاء على أنه شكل متجسد من الوعي (الاستعراف).

## هوامش
- (ملاحظة 1) أو المتعضية - في علم الأحياء وعلم البيئة - (من اليونانية organismos = ὀργανισμός، ومن الإغريقية القديمة organon = ὄργανον، وتعني «عضو»[15]). ظهر لأول مرة في اللغة الإنجليزية في ستينيات القرن السابع عشر بالمعنى الذي عفا عليه الزمن الآن، وهو "هيكل عضوي أو تنظيم". يرتبط هذا المصطلح بالفعل "ينظم" (organize). في كتابه نقد ملكة الحكم عام 1790، عرف إيمانويل كانت الكائن الحي بأنه "كيان منظم وذاتي التنظيم في آن واحد".[16]